# Fosfodiesteraza
Fosfodiesteraza je naziv za enzim koji raskida fosfodiestersku vezu. 
Naziv fosfodiesteraza najčešće se koristi kada se odnosi na enzim ciklička nukleotidna fosfodiesterazu, enzim koji razgrađuje fosfodiestersku veznu molekule sekundarnih glasnika u stanicama (cAMP, cGMP), iako postoje brojni drugi enzimi također fosfodiesteraze, kao što su npr. fosfolipaza C, fosfolipaza D, autotaksin, sfingomijelin fosfodiesteraza, DNaza, RNaza, restrikcijska endonukleza.

## Vanjske poveznice
Fosfodiesteraza